# Mabel Capper
Mabel Henrietta Capper (Chorlton-on-Medlock, 23 giugno 1888 – St Leonards-on-Sea, 1º settembre 1966) è stata un'attivista suffragetta britannica; ha dedicato tutto il suo tempo tra il 1907 e il 1913 alla Women's Social and Political Union (WSPU) come "soldatessa" nella lotta per il suffragio femminile. È stata imprigionata sei volte, ha iniziato uno sciopero della fame ed è stata una delle prime suffragette ad essere alimentata forzatamente..

## Biografia
Mabel Capper nacque a Brook's Bar, Chorlton-on-Medlock, Manchester, da Elizabeth Jane Crews, lei stessa suffragetta, e William Bently Capper, chimico e segretario onorario della sezione di Manchester della Men's League for Women's Suffrage. Un fratello, William Bently Capper nacque nel 1890. Quando i bambini erano ancora piccoli, la famiglia si trasferì a 21 Oxford Street, Chorlton on Medlock, ora Picadilly, Manchester.

## Membro della Women's Social and Political Union

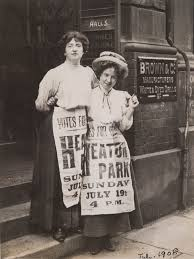
Capper (a destra) e Patricia Woodlock promuovono eventi per il suffragio

La Capper entrò nella WSPU nel 1907 e lavorò come organizzatore per la filiale di Manchester. Nel 1908 viveva a Londra e riporta il suo indirizzo come n. 4 di Clement's Inn, lo stesso indirizzo di Emmeline Pethick-Lawrence. La Capper e Patricia Woodlock apparvero come bacheche umane di eventi femminili del 1908 a Liverpool e tentarono di entrare nel Royal Exchange di tutti i maschi, Manchester.
Nell'ottobre del 1908 prese parte alla corsa alla Camera dei Comuni, insieme a Christabel Pankhurst, Emmeline Pankhurst e altre suffragette, come Clara Codd con la quale cospirava per provocare una distrazione per ottenere che la Codd andasse oltre la linea della polizia. La Capper apparve sul banco degli imputati accusata di "ostruzione intenzionale" "indossando un costume composto interamente dai colori della WSPU, insieme a una fascia, una cintura e un nastro da cappello che recava le parole "Voti alle donne". Trascorse un mese nella Prigione di Sua Maestà Holloway per aver rifiutato di pagare la multa che era stata imposta.
Nel luglio del 1909, insieme a Mary Leigh, Emily Wilding Davison e altre dieci furono accusate di ostruire la polizia e anche Lucy Burns fu accusata di aver aggredito un ispettore capo, mentre interrompeva una riunione al Castello di Edimburgo, Limehouse, tenuta da David Lloyd George. Fu condannata a 21 giorni di reclusione.
Nel luglio del 1909, imprigionata, fece uno sciopero della fame e fu rilasciata dopo sei giorni.
Nell'agosto del 1909 era presso il tribunale di polizia di Birmingham con Mary Leigh e altri accusati di creare disordi, aggredendo la polizia e rompendo le finestre in una riunione tenuta dal Primo Ministro Asquith. Fu rinviata nella prigione di Winson Green.
Nel settembre del 1909, Mabel Capper, Mary Leigh, Charlotte Marsh, Laura Ainsworth ed Evelyn Burkitt, tutte in sciopero della fame nella prigione di Winson Green furono le prime suffragette ad essere nutrite con la forza.
Nel settembre 1909 era al tribunale di polizia di Birmingham con Mary Leigh e altri accusati di aggressione alla polizia, rottura delle finestre delle celle e condotta disordinata in una riunione tenuta da Asquith alla Bingley Hall Birmingham. Rifiutò di pagare la multa inflitta ed è stata imprigionata a Winson Green.
La Capper aveva ricevuto una Medaglia dello Sciopero della Fame 'al valore' dalla WSPU.
Nel novembre 1909, con Selina Martin, Laura Ainsworth, Nellie Hall, Gladys Mary Hazel, Brett Morgan e altri, fu accusata di condotta disordinata e ostruzione in una riunione tenuta da Asquith a Victoria Square, Birmingham. La polizia ha affermato che aveva montato una statua della regina Vittoria e si rifiutò di obbedire all'ordine del vice capo della polizia di scendere.
Nel febbraio 1910, insieme a Dora Marsden e Mary Gawthorpe, denunciò tre uomini per aggressione. Le Suffragette affermarono che gli uomini; teppisti ben vestiti, li aveva attaccati, spezzando e gettando via la loro bandiera e poi sollevando la Capper di peso sopra la testa di Miss Gawthorpe e rimettendola in macchina a capofitto in un seggio elettorale a Southport che loro stavano picchettando. Tuttavia le accuse furono respinte.
Nel novembre 1910, insieme a molti altri, si trovava davanti al tribunale di polizia di Bow Street con l'accusa di aver sfondato le vetrate della Segreteria di Stato per le Colonie a Berkeley Square. Fu descritta dal magistrato che presiedeva come 'una vera bambina'.
Nel marzo 1911, insieme a Emily Wilding Davison, scrisse al Manchester Guardian in merito al rifiuto di Churchill di un'inchiesta sul trattamento delle suffragette da parte della polizia. Affermò che le loro denunce di maltrattamenti furono 'liquidate come deliri isterici di donne esagitate'.
Nel novembre 1911, fu imprigionata per aver infranto le finestre dell'ufficio postale di Bath in occasione della visita di Lloyd George.
Nel luglio 1912, insieme a Mary Leigh, Lizzie Baker e Gladys Evans, la Capper fu accusata di cospirazione per aver inflitto gravi lesioni personali e commesso danni volontari e dolosi e per aver provocato un'esplosione suscettibile di mettere in pericolo la vita e di appiccare il fuoco al Theatre Royal, Dublino. Il Teatro fu la sede di un incontro di 4.000 Nazionalisti Irlandesi a cui ha parlato il Primo Ministro Asquith. Il Primo Ministro è stato accolto calorosamente e, nel suo discorso, invitò suggerimenti per l'incorporazione nel progetto di legge sull'Home Rule. Le grida di 'Voti per le donne' sono state seguite dal suono di una borsetta che esplode e da un incendio nella sala di proiezione del cinema. È stato riferito che uno degli imputati ha successivamente lanciato un'accetta nella carrozza contenente il Premier. La Capper fu incarcerata nella prigione di Central Bridewell durante il processo, tuttavia, le accuse contro di lei in particolare furono alla fine ritirate.

## Durante la prima guerra mondiale e dopo
Dopo la dichiarazione di guerra del 4 agosto 1914 e la sospensione della militanza delle Suffragette, la Capper si unì al Volunteer Aid Detachment. In seguito fu coinvolta nei movimenti pacifisti e socialisti. Dal 1919 al 1922 lavorò come giornalista per il Daily Herald dopo la guerra. Nel 1921, ad Hampstead, sposò lo scrittore Cecil Chisholm. Non ci furono figli dal matrimonio.

## Scrittrice
Nel 1908 scrisse al Manchester Guardian per contrastare l'obiezione all'emancipazione delle donne sulla base del fatto che non sarebbero state soggette alla coscrizione nelle forze armate.
Scrisse:
Successivamente questo punto fu rafforzato dall'eroico lavoro del Women's Convoy Corps di Mabel Anne St Clair Stobart e successivamente della Women's National Service League e dal libro War and Women di Stobart del 1913.
Nell'ottobre 1912, l'opera teatrale della Capper The Betrothal of Number 13 fu rappresentata al Royal Court Theatre, 'sulla vita della classe operaia, scritta con una certa dose di intuizione e carattere comprensivi' riguardava lo stigma imposto dalla prigionia, anche agli innocenti.
La Capper mantenne il suo interesse per il femminismo e per la sorte dei diseredati per tutta la vita. Nel 1963 scrisse del padre della sua amica Mary Gawthorpe e di 'cosa significava nascere in una famiglia della classe operaia del North Country (negli) anni Ottanta.... condannato dal sistema di caste del (giorno) ad essere un pellettiere in un'epoca in cui bisognava combattere duramente contro la concorrenza americana».
Nella recensione della Capper del 1963 del libro della Gawthorpe Up Hill to Holloway, descrisse come, nel 1904, la Gawthorpe fu chiamata a tenere il suo primo discorso intitolato The Children under Socialism 'riguardante la necessità di fornire cibo e vestiti adeguati ai bambini poveri dei disoccupati e dei bisognosi durante l'inverno'
Era un periodo di depressione economica e, 'dal punto di vista laburista, le conseguenze della guerra sudafricana'. Il reclutamento per quella guerra 'aveva permesso le solite scoperte di fisici scadenti, denutrizione e brutti denti'. La Capper osservò che, nel 1963, era difficile rendersi conto di 'quanto fosse invidiato il benessere in quei giorni'. Tutto dipendeva da una base volontaria e i fondi erano esauriti in quell'inverno del 1905. A febbraio erano stati forniti un totale di 323.414 pasti... Era necessaria un'economia più rigorosa e le lenticchie, a circa mezzo penny a pasto, sembrano essere state le dieta di base.'

## Tarda età
La Capper si trasferì a Windrush Cottage, Fairlight vicino a Hastings nel 1946. Negli ultimi dieci anni della sua vita fu paralizzata dall'artrosi ed ebbe bisogno di cure infermieristiche a tempo pieno. Morì nel 1966 nella casa di cura Leolyn, St Leonards-on-Sea. Nel 2018 la sala della comunità presso il municipio di Warrington fu ribattezzata Mabel Capper Room in sua memoria.

## Annotazioni
1. ↑  Il padre della Crews, un chimico, era morto quando lei aveva nove anni, e i suoi fratelli furono successivamente divisi tra famiglie affidatarie e orfanotrofi Muller Homes.[1]